# Форт Смит (Монтана)
Форт Смит (енгл. Fort Smith) насељено је место без административног статуса у америчкој савезној држави Монтана.

## Демографија
По попису из 2010. године број становника је 161, што је 39 (32,0%) становника више него 2000. године.
| Група             | 2000.      | 2010.       |
| Белци             | 76 (62,3%) | 112 (69,6%) |
| Афроамериканци    | 0 (0,0%)   | 0 (0,0%)    |
| Азијати           | 0 (0,0%)   | 0 (0,0%)    |
| Хиспаноамериканци | 6 (4,9%)   | 2 (1,2%)    |
| Укупно            | 122        | 161         |